# سخت شو
سخت شو (به انگلیسی: Get Heavy) نخستین آلبوم از گروه موسیقی راک اهل فنلاند لردی است، که در ۱ نوامبر توسط بی‌ام‌جی فنلاند ۲۰۰۲ منتشر شد.